# Конгрес Филипина
Конгрес Филипина (фил./таг. , енгл. Congress of the Philippines) национално је законодавство државе Филипини. Овај парламент је бикамерално тело које се састоји из Сената (горњи дом) и Представничког дома (доњи дом), мада се на Филипина при употреби термина Конгрес најчешће мисли само на поменути доњи дом.
Сенат чине 24 сенатора, од којих се половина бира сваке три године. Сваки сенатор, према томе, служи укупно шест година. Сенаторе бира комплетно изборништво и не представљају нити једну географску јединицу.
Представнички дом тренутно чини 316 конгресмена; од. 5, чл. VI Устава Филипина прописује да ПД „треба да сачињава не више од 250 чланова, осим ако је другачије одређено законом”... Постоје две врсте конгресмена: дистриктни и секторски представници. Дистриктни конгресмени представљају поједини географски дистрикт земље. Све провинције у земљи имају најмање једну конгресну изборну јединицу. Неколико градова такође имају своје конгресне јединице, при чему неке чине два или више посланика.
Секторски конгресмени представљају мањинске секторе становништва. Овако се овим мањинским групама омогућава да их неко представља у Конгресу, када иначе не би могле да буду адекватно представљене кроз дистриктно представништво. Такође познати и као представници са партијских листа, секторски конгресмени представљају разне синдикате, групе за заштиту права и друге организације.
Уставом је осигурано да Конгрес мора да сазове своју редовну пленарну седницу, сваке године с почетком 4. понедељка у месецу јулу. Редовно заседање може да траје до тридесет дана пре отварања следеће редовне седнице наредне године. Председник може, међутим, да започне специјално заседање које се углавном одржава између редовних законодавних сесија, и то да би се решиле кризне ситуације или хитни случајеви.

## Историја

### Шпанско раздобље
Када су Филипини били под колонијалном управом Шпанских Источних Индија, колонија није добила могућност представљања у Генералном Кортесу. Само је 1809. године колонија чинила интегрални део Шпаније и имала представништво у Кортесу. Кадиски устав је настао 19. марта 1812. године, а тада је колонија добила своје прве представнике у Кортесу (Педро Перез де Тахле и Хосе Мануел Корето, 24. септембра 1812. године). Међутим, поразом Наполеона I у бици код Ватерлоа, његов брат Жозеф Бонапарта скинут је са шпанског трона; Кадиски устав је одбијен у Кортесу 24. маја 1816. године, а усвојен је конзервативнији устав којим је укинуто филипинско представништво у Кортесу (између осталог). Обнова филипинског представништва у Кортесу био је један од аидеала илустрадоса, академске класе из 19. века која је била идеолошки темељ револуције.

### Револуционарна ера
Деловање илустрадоса прерасло је у Филипинску револуцију којом се настојала стећи независност од Шпаније. Прогласивши независност 12. јуна 1898. године, председник Емилио Агиналдо је тада наредио сазивање револуционарног конгреса у Малолосу. Конгрес Малолоса је, између осталог, усвојио Устав из 1899. Доношењем Париског мира, Шпанија је продала Филипине тадашњим Сједињеним Америчким Државама. Револуционари, покушавајући да зауставе Американце од преузимања територије, покренули су Филипинско-амерички рат; поражени су када је заробљен председник Агиналдо (1901).

### Америчка окупација
Док су Филипини под америчком колонијалном управом, законодавно тело је била Филипинска комисија — која је постојала од 1900. до 1907. године. Председник Сједињених Америчких Држава је именовао чланове Филипинске комисије. С друге стране, Филипинци су били ’резидентни повереници’ (енгл. Resident Commissioners) за Представнички дом САД (од 1907. до 1935. године, а потом само један од 1935. до 1946. године). Резидентни повереници су могли да учествују у раду ПД САД, али нису имали право гласа.
Куперовим законом из 1902. године наложено је стварање дводомног Филипинског представништва са Филипинском комисијом као горњим домом и Филипинском скупштином као доњим домом. Овај систем, иако начелно дводоман, у пракси је био једноиподоман: Комисија је, наиме, служила и као горњи дом и као влада, а Скупштина је имала врло ограничене моћи, при чему њени донесени закони нису важили за Моро народе нити за недржавне домороце са севера Лузона. Овакво представништво је по први пут инаугурисано 1907. године. Током владавине тадашњег председавајућег Серхија Осмење и тадашњег лидера спрата Мануела Л. Кезона, закони 59. Конгреса Сједињених Америчких Држава пресликани су у великој мери и на новоформирано Филипинско представништво.
Џоунсовим законом из 1916. године значајно је измењено функционисање Представништва. Комисија је укинута, а уместо ње је успостављена засебна Влада Филипина, предвођена гувернером, и изабран Сенат, сачињен од 24 сенатора из 12 изборних јединица, при чему је 11 јединица бирало по два сенатора, а дванаеста је била резервисана за по једног Мороса и једног лузонског домороца. Сенатори су се бирали по 8 на сваке две године, а мандати су им трајали шест година, слично систему у САД.

### Комонвелт и II Република
Законодавни систем је поново промењен 1935. године. Устав из 1935. године, поред тога што је институционализовао Комонвелт којим је Филипинцима омогућено да оставе већег трага у раду владе, успоставио је једнодомну Народну скупштину. Међутим, 1940. године амандманом на Устав из 1935. бива успостављен дводомни Конгрес Филипина састављен из Представничког дома и Сената, при чему је Сенат добио садашњи систем избора на државном нивоу, али и даље уз систем ротације 8 на по 2 године. Први избори за Конгрес 1941. су одржани свега пар дана пре него што је избио Други светски рат на Пацифику, па је његов мандат потврђен тек 1945. године, по ослобођењу од Јапанаца. Јапанци који су вршили инвазије основали су Другу Филипинску републику и сазвали сопствену Народну скупштину. Поразом Јапанаца 1945. године, Комонвелт и Конгрес бивају враћени. Ова ’поставка’ је деловала све док Американци нису 4. јула 1946. године доделили независност.

### Независност
Након инаугурације Републике Филипина 4. јула 1946. године, Републички акт бр. 6 донесен је тако да на датум проглашења Републике Филипина постојећи Конгрес буде познат као Први Конгрес Републике. Након успостављања независности, систем је функционисао без значајних промена све док председник Фердинанд Маркос није прогласио ванредно стање, 23. септембра 1972. године. Маркос је располагао и тада управљао декретом.
Још 1970. године, Маркос је организовао уставну конвенцију да би се ревидирао Устав из 1935; године 1973, Устав бива донесен. Истим је укинут дводомни Конгрес и основана једнодомнс Народна скупштина, која је на крају постала позната као Батасанг памбанса (што на тагалогу дословно значи "Народна скупштина"), уз успостављање  полупредседничког система владе. ’Батасан’ је бирао премијера, а изворно се бирао на шест година. У ово доба је изграђена и тренутна зграда Народне скупштине, у којој се састаје доњи дом Конгреса. Први сазив Батасанг памбансе је био 1978. године. Пакети амандмана на овај устав 1981. и 1984. скратили су трајање Батасанг памбансе на три године, а самим тим и премијерског положаја.
Маркос је збачен с положаја након Револуције народне власти из 1986. године; председница Коразон Акино је тада управљала декретом. Нешто касније исте године је оформила уставну комисију која је израдила нови устав. Устав је усвојен након референдума одржаног следеће године; враћен је председнички систем владе, заједно са дводомим Конгресом Филипина, а једине значајније промене у односу на премаркосовски систем су биле прописивање мешовитог изборног система за доњи дом, као и бирање по 12 сенатора на 3 године. Први пут је сазван 1987. године.

### Кратак преглед
| У служби                  | Тело                                      | Законодавство                             | Тип                                       | Горњи дом                                 | Доњи дом                                  |
| ------------------------- | ----------------------------------------- | ----------------------------------------- | ----------------------------------------- | ----------------------------------------- | ----------------------------------------- |
| 1898—1899.                | Субјекти под контролом Републике Филипине | Субјекти под контролом Републике Филипине | Субјекти под контролом Републике Филипине | Субјекти под контролом Републике Филипине | Субјекти под контролом Републике Филипине |
| 1898—1899.                | Устав Малолоса                            | Конгрес Малолоса                          | једнодомни                                | Конгрес Малолоса                          | Конгрес Малолоса                          |
| 1898—1899.                | Субјекти под контролом САД                |                                           |                                           |                                           |                                           |
| 1898—1899.                | Тело ратне силе председника САД           | ванредно стање                            | ванредно стање                            | ванредно стање                            | ванредно стање                            |
| 1900—1902.                | Субјекти под контролом Републике Филипине | Субјекти под контролом Републике Филипине | Субјекти под контролом Републике Филипине | Субјекти под контролом Републике Филипине | Субјекти под контролом Републике Филипине |
| 1900—1902.                | Устав Малолоса                            | Конгрес Малолоса                          | једнодомни                                | Конгрес Малолоса                          | Конгрес Малолоса                          |
| 1900—1902.                | Субјекти под контролом САД                |                                           |                                           |                                           |                                           |
| 1900—1902.                | Именовање председника САД                 | Тафтова комисија                          | једнодомни                                | Филипинска комисија                       | Филипинска комисија                       |
| 1902—1907.                | Острвска влада Филипинских острва         | Острвска влада Филипинских острва         | Острвска влада Филипинских острва         | Острвска влада Филипинских острва         | Острвска влада Филипинских острва         |
| 1902—1907.                | Филипински органски акт                   | Филипинска комисија                       | једнодомни                                | Филипинска комисија                       | Филипинска комисија                       |
| 1907—1916.                | Острвска влада Филипинских острва         | Острвска влада Филипинских острва         | Острвска влада Филипинских острва         | Острвска влада Филипинских острва         | Острвска влада Филипинских острва         |
| 1907—1916.                | Филипински органски акт                   | Законодавство Филипина                    | дводомни                                  | Филипинска комисија                       | Скупштина Филипина                        |
| 1916—1935.                | Острвска влада Филипинских острва         | Острвска влада Филипинских острва         | Острвска влада Филипинских острва         | Острвска влада Филипинских острва         | Острвска влада Филипинских острва         |
| 1916—1935.                | Акт о аутономији Филипина                 | Законодавство Филипина                    | дводомни                                  | Сенат                                     | Представнички дом                         |
| 1935—1941.                | Комонвелт Филипини                        | Комонвелт Филипини                        | Комонвелт Филипини                        | Комонвелт Филипини                        | Комонвелт Филипини                        |
| 1935—1941.                | Устав из 1935.                            | Народна скупштина                         | једнодомни                                | Народна скупштина                         | Народна скупштина                         |
| 1942—1943.                | Јапанско царство                          | Јапанско царство                          | Јапанско царство                          | Јапанско царство                          | Јапанско царство                          |
| 1942—1943.                | Тело ратне силе Јапанско царство          | ванредно стање                            | ванредно стање                            | ванредно стање                            | ванредно стање                            |
| 1943—1944.                | Друга Филипинска република                | Друга Филипинска република                | Друга Филипинска република                | Друга Филипинска република                | Друга Филипинска република                |
| 1943—1944.                | Устав из 1943.                            | Народна скупштина                         | једнодомни                                | Народна скупштина                         | Народна скупштина                         |
| 1945—1946.                | Комонвелт Филипини                        | Комонвелт Филипини                        | Комонвелт Филипини                        | Комонвелт Филипини                        | Комонвелт Филипини                        |
| 1945—1946.                | Амандмани на Устав из 1935.               | Конгрес (Комонвелт)                       | дводомни                                  | Сенат                                     | Представнички дом                         |
| 1946—1973.                | Трећа Филипинска република                | Трећа Филипинска република                | Трећа Филипинска република                | Трећа Филипинска република                | Трећа Филипинска република                |
| 1946—1973.                | Амандмани на Устав из 1935.               | Конгрес                                   | дводомни                                  | Сенат                                     | Представнички дом                         |
| 1973—1978. (није сазиван) | Филипини — ванредно стање                 | Филипини — ванредно стање                 | Филипини — ванредно стање                 | Филипини — ванредно стање                 | Филипини — ванредно стање                 |
| 1973—1978. (није сазиван) | Устав из 1973.                            | Народна скупштина                         | једнодомни                                | Народна скупштина                         | Народна скупштина                         |
| 1978—1986.                | Четврта Филипинска република              | Четврта Филипинска република              | Четврта Филипинска република              | Четврта Филипинска република              | Четврта Филипинска република              |
| 1978—1986.                | Амандмани на Устав из 1973.               | Батасанг памбанса                         | једнодомни                                | Батасанг памбанса                         | Батасанг памбанса                         |
| 1986—данас                | Република Филипини                        | Република Филипини                        | Република Филипини                        | Република Филипини                        | Република Филипини                        |
| 1986—данас                | Устав из 1987.                            | Конгрес                                   | дводомни                                  | Сенат                                     | Представнички дом                         |

## Овлашћења
Овлашћења Конгреса Филипина могу да се класификују на следећи начин.

### Опште законодавство
Састоји се из усвајања закона намењених да буду правила спровођења за управљање односима између појединаца (нпр. цивилни закони, комерцијални закони итд.) или између појединаца и државе (нпр. кривични закони, политички закони итд.).

#### Подразумевана
Неопходна је за ефективно извршавање осталих овлашћења која су изричито дата Скупштини.

#### Инхерентна
Ово су овлашћења која иако нису изричито дата спроводе се од стране Конгреса пошто су неопходна за његово постојање и обухватају:
- одређивање правила рада;
- обавезивање одсутних чланова да присуствују како би се постигао кворум и извршавале дужности;
- вођење дневника о раду.

### Посебно законодавство
Односи се на овлашћења која Устав изричито и специфично даје да се спроводе или извршавају.
Овлашћења која има Конгрес а која се могу класификовати у ову категорију су:
- да присвоји;
- да делује као Конститутивна скупштина;[а]
- да разреши;[б]
- да потврди споразуме;[в]
- да прогласи ратно стање;[г]
- да амнестира;
- да делује као Одбор агитатора за председничке/потпредседничке гласове;[д]
- да опозове;
- да споји власт;
- да пренесе власт;
- да утиче на буџет;
- да опорезује.

#### Извршна
Овлашћења Конгреса која су извршне природе су:
- именовање службеника;
- потврђивање споразума;
- потврђивање лица које именује председник кроз Одбор за именовања;
- укидање овлашћења.

#### Супервизорска
Конгрес Филипина има одређену контролу и супервизију над административним огранком, на пример:
- да одлучи о стварању одељења/агенције/уреда или друге службе;
- да дефинише овлашћења и дужности службеника;
- да присвоји фонд за владине послове;
- да пропише правила и процедуре које се морају пратити.

#### Изборна
Изборна овлашћења Конгреса Филипина су овлашћења Конгреса да:
- изабере председавајуће службенике и друге службенике за Дом;
- делује као Одбор агитатора за агитовање председничких/потпредседничких гласова;
- изабере председника у случају било ког изборног нерешеног резултата а за избор особе на поменуту функцију.

#### Судска
Уставно, сваки дом има судска овлашћења:
- да казни своје Чланове за кршење правила понашања и да — уз сагласност свих својих Чланова — суспендује или разреши дужности Члана;
- да усагласи и одобри амнестију коју прогласи Председник;
- да иницира, проведе и потом реши случајеве разрешења;
- да одлучи о изборним протестима својих Чланова кроз одговарајући Изборни трибунал.

### Остала
Остала овлашћења Конгреса која су прописана у Уставу су да:
- овласти Комисију за ревизију да ревидира фонд и имовину;
- овласти Председника да утиче на царинске стопе, квоте и таксе;
- овласти Председника да одреди правила и регулативе у току ванредног стања;
- прераспореди законодавне дистрикте на основу донетих уставних стандарда;
- имплементира законе о аутономији;
- успостави националну Комисију за језик;
- имплементира бесплатно јавно средњошколско образовање;
- дозволи разумно експлоатисање природних ресурса;
- одреди границе шумског земљишта и националних паркова;
- одреди власништво и досег домена предака;
- успостави независну економску и агенцију за планирање.

## Доношење закона
- Припрема предлога закона
Члан или Група за стварање предлога закона Референтног и бироа за истраживање припрема и пише прву верзију предлога закона након захтева Члана.
- Прво читање
  1. Предлог закона се документује Службом за предлоге закона и индексирање, те се нумерише и копира.
  2. Три дана након документовања, предлог се уврштава у Пословнички ред на Прво читање.
  3. На Првом читању, Генерални секретар чита наслов и број предлога закона. Председавајући предаје предлог закона одговарајућем Одбору или Одборима.
- Одбор за разматрање / деловање
  1. Одбор ком је предлог закона прослеђен процењује исти да би одлучио да ли је неопходно проводити јавна саслушања.

  - Ако Одбор установи да је неопходно проводити јавна саслушања, заказује термин за иста, издаје јавна обавештења и позива особе од значаја из јавних и приватних сектора, академике и стручњаке за предложену легислативу.
  - Ако Одбор установи да није неопходно проводити јавна саслушања, заказује термин за дискусију или дискусије Одбора о предлогу закона.

  1. На основу исхода јавних саслушања или дискусија Одбора, Одбор може да уведе амандмане, консолидује предлог закона са тематски истима, или предложи заменски предлог закона. Потом припрема одговарајући Извештај Одбора.
  2. Одбор одобрава Извештај Одбора и формално предаје исти Бироу за пленардне послове.
- Друго читање
  1. Извештај Одбора се региструје и нумерише од стране Службе за предлоге закона и индексирање. Уврштава се у Пословнички ред и предаје Одбору за правилнике.
  2. Одбор за правилнике заказује разматрање предлога закона на Другом читању.
  3. На Другом читању, Генерални секретар чита број, наслов и текст предлога закона, те се врше следеће активности:

  - Одређивање спонзорства и провођење дебата
  - Доношење амандмана
  - Гласање, које може да буде:

  1. viva voce
  2. бројање од стране овлашћене особе
  3. подела Дома
  4. номинално гласање
- Треће читање
  1. Амандмани, ако их има, инкорпоришу се у финалну верзију и штампају се копије предлога закона за Треће читање.
  2. Финална верзија се уврштава на Календар предлога закона за Треће читање и копије исте се деле свим Члановима три дана пре Трећег читања.
  3. На Трећем читању, Генерални секретар чита само број и наслов предлога закона.
  4. Врши се прозивање или номинално гласање и Члан, ако жели, добија три минута да објасни свој глас. Никакви амандмани на предлог закона нису дозвољени у овој фази.

  - Предлог закона се усваја позитивном већином гласова тренутних Чланова.
  - Ако се предлог закона не усвоји, исти се преноси у Архиве.
- Достављање усвојеног предлога закона Сенату
Усвојени предлог закона се доставља Сенату да би се добила његова сагласност.
- Деловање Сената у вези са предлогом закона усвојеним у Дому
Предлог закона пролази исти законодавни процес и у Сенату.
- Одбор за конференцију
  1. Одбор за конференцију се саставља тако да га чине Чланови сваког од домова Конгреса, и то како би се изменили, уклонили или додали делови око којих је било различитих ставова или неслагања око било које одредбе предлога закона.
  2. Учесници Конференције нису ограничени на измењивање предлога закона ради усаглашавања различитих ставова него могу и да уведу нове одредбе релевантне за тематику и могу да издају потпуно нови предлог закона о истој тематици.
  3. Одбор за конференцију припрема Извештај који ће потписати сви Учесници Конференције и Председавајући.
  4. Извештај Одбора за конференцију се предаје на разматрање/одобравање од стране обају Домова. Никакви амандмани нису дозвољени.
- Достављање предлога закона Председнику
Копије предлога закона — које је претходно потписао Председник Сената и Председавајући Представничког дома, те сертификовао и Секретар Сената и Генерални секретар Дома — достављају се Председнику.
- Деловање Председника у вези са предлогом закона
Ако предлог закона одобри и Председник, истом се приписује RA број и доставља га се Дому одакле је и потекао.
- Деловање у вези са усвојеним предлогом закона
Предлог закона се умножава и копије се шаљу у Уред „Службеног гласника” на публиковање и дистрибуисање до агенција за имплементацију. Потом се уврштава у Годишњу компилацију Закона и резолуција.
- Деловање у вези са предлогом закона на који је стављен вето
Порука се уврштава у Пословнички ред. Ако Конгрес одлучи да поништи вето, Дом и Сенат треба да засебно поново размотре предлог закона или ставке предлога закона на које је стављен вето. Ако предлог закона или ставке предлога закона на које је стављен вето прођу гласање двотрећинском већином Чланова обају домова, такви предлози или ставке постају закон.

## Прагови изгласавања
Прагови изгласавања у Конгресу Филипина су наведени у табели испод.
| Праг                  | Сенат | Представнички дом | Заједничко заседање | Сви чланови                                                                              |
| --------------------- | --- | --- | --- | ---------------------------------------------------------------------------------------- |
| Једна петина          | - Захтев за бележење гласова да и не о било ком питању                                                                         | - Захтев за бележење гласова да и не о било ком питању                                                                   | Н/Д | Н/Д                                                                                      |
| Једна трећина         | Н/Д | - Доношење чланова опозива                                                                                               | Н/Д | Н/Д                                                                                      |
| Већина (50% + 1 члан) | - Избор Председника Сената | - Избор Председавајућег                                                                                                  | - Укидање ванредног стања - Опозив суспензије привилегије подизања тужбе habeas corpus - Стицање права на давање амнестије | - Предавање електорату питања позива на уставну конвенцију - Одобривање пореске олакшице |
| Већина (50% + 1 члан) | - Усвајање закона - Избор Председника у случају нерешеног исхода гласања - Потврђивање именовања Председника за Потпредседника | | - Укидање ванредног стања - Опозив суспензије привилегије подизања тужбе habeas corpus - Стицање права на давање амнестије | - Предавање електорату питања позива на уставну конвенцију - Одобривање пореске олакшице |
| Две трећине           | - Суспендовање или искључивање Члана - Проглашавање Потпредседника за В. д. Председника - Поништавање председничког вета       | - Суспендовање или искључивање Члана - Проглашавање Потпредседника за В. д. Председника - Поништавање председничког вета | - Проглашавање ратног стања                                                                                                | - Позивање на уставну конвенцију                                                         |
| Две трећине           | - Суђење опозваним званичницима - Сагласност са споразумом                                                                     | Н/Д | - Проглашавање ратног стања                                                                                                | - Позивање на уставну конвенцију                                                         |
| Три четвртине         | Н/Д | Н/Д | Н/Д | - Усвајање амандмана на Устав или ревидирање Устава                                      |

У већини случајева, као што је усвајање предлога закона, неопходна је само већина присутних чланова; у неким случајевима, као што је избор председавајућих, неопходна је већина свих чланова (и одсутних).

## Најскорашњији избори

### Сенат
На Филипинима, најчешћи начин представљања резултата избора за Сенат је преко талија за кандидате у опадајућем редоследу гласова. Дванаест кандидата с највећим бројем гласова бива изабрано.
| 1.                                                        | Франклин Дрилон      |                      | Либерална            | 18.607.391  | 41,52 |
| 2.                                                        | Јоел Виљануева       |                      | Либерална            | 18.459.222  | 41,39 |
| 3.                                                        | Тито Сото            |                      | NPC                  | 17.200.371  | 38,51 |
| 4.                                                        | Панфило Лаксон       |                      | Независни            | 16.926.152  | 37,82 |
| 5.                                                        | Ричард Џ. Гордон     |                      | Независни            | 16.719.322  | 37,28 |
| 6.                                                        | Хуан Мигел Зубири    |                      | Независни            | 16.119.165  | 35,87 |
| 7.                                                        | Мани Пакјао          |                      | UNA                  | 16.050.546  | 35,67 |
| 8.                                                        | Франсис Пангилинан   |                      | Либерална            | 15.955.949  | 35,56 |
| 9.                                                        | Риса Хонтиверос      |                      | Акбајан              | 15.915.213  | 35,53 |
| 10.                                                       | Вин Гачалијан        |                      | NPC                  | 14.953.768  | 33,58 |
| 11.                                                       | Ралф Ректо           |                      | Либерална            | 14.271.868  | 31,79 |
| 12.                                                       | Лејла де Лима        |                      | Либерална            | 14.144.070  | 31,55 |
| 13.                                                       | Франсис Толентино    |                      | Независни            | 12.811.098  | 28,64 |
| 14.                                                       | Серхио Осмења III    |                      | Независни            | 12.670.615  | 28,20 |
| 15.                                                       | Мартин Ромуалдез     |                      | Лакас                | 12.325.824  | 27,60 |
| 16.                                                       | Иско Морено          |                      | PMP                  | 11.126.944  | 24,95 |
| 17.                                                       | ТГ Гингона           |                      | Либерална            | 10.331.157  | 22,92 |
| 18.                                                       | Херико Петиља        |                      | Либерална            | 7.046.580   | 15,77 |
| 19.                                                       | Марк Лапид           |                      | Аксјон               | 6.594.190   | 14,71 |
| 20.                                                       | Нери Колменарес      |                      | Макабајан            | 6.484.985   | 14,48 |
| 21.                                                       | Еду Манзано          |                      | Независни            | 5.269.539   | 11,69 |
| 22.                                                       | Роман Ромуло         |                      | Независни            | 4.824.484   | 10,79 |
| 23.                                                       | Сузана Опл           |                      | Националистичка      | 2.775.191   | 6,07  |
| 24.                                                       | Алма Морено          |                      | UNA                  | 2.432.224   | 5,42  |
| 25.                                                       | Греко Белхика        |                      | Независни            | 2.100.985   | 4,62  |
| 26.                                                       | Рафи Алунан          |                      | Независни            | 2.032.362   | 4,45  |
| 27.                                                       | Лари Гадон           |                      | KBL                  | 1.971.327   | 4,40  |
| 28.                                                       | Реј Лангит           |                      | UNA                  | 1.857.630   | 4,12  |
| 29.                                                       | Лорна Капунан        |                      | Аксјон               | 1.838.978   | 4,03  |
| 30.                                                       | Дионисио Сантијаго   |                      | Независни            | 1.828.305   | 4,02  |
| 31.                                                       | Самуел Пагдилао      |                      | Независни            | 1.755.949   | 3,91  |
| 32.                                                       | Мелчор Чавез         |                      | PMM                  | 1.736.822   | 3,85  |
| 33.                                                       | Гетулио Напењас      |                      | UNA                  | 1.719.576   | 3,82  |
| 34.                                                       | Ина Амболото         |                      | Либерална            | 1.696.558   | 3,62  |
| 35.                                                       | Алан Монтањо         |                      | UNA                  | 1.605.073   | 3,56  |
| 36.                                                       | Волден Бело          |                      | Независни            | 1.091.194   | 2,41  |
| 37.                                                       | Џасел Кирам          |                      | UNA                  | 995.673     | 2,12  |
| 38.                                                       | Шариф Албани         |                      | Независни            | 905.610     | 1,94  |
| 39.                                                       | Ховито Палпаран      |                      | Независни            | 855.297     | 1,87  |
| 40.                                                       | Кресенте Паез        |                      | Независни            | 808.623     | 1,80  |
| 41.                                                       | Сандра Кам           |                      | PMP                  | 805.756     | 1,77  |
| 42.                                                       | Данте Либан          |                      | Независни            | 782.249     | 1,72  |
| 43.                                                       | Рамон Монтањо        |                      | Независни            | 759.263     | 1,68  |
| 44.                                                       | Алдин Али            |                      | PMM                  | 733.838     | 1,56  |
| 45.                                                       | Ромео Маханто        |                      | Лакас                | 731.021     | 1,60  |
| 46.                                                       | Годофредо Аркиза     |                      | Независни            | 680.550     | 1,50  |
| 47.                                                       | Леви Балигод         |                      | Независни            | 596.583     | 1,31  |
| 48.                                                       | Диосдадо Валеросо    |                      | Независни            | 527.146     | 1,16  |
| 49.                                                       | Реј Дорона           |                      | Независни            | 495.191     | 1,09  |
| 50.                                                       | Ејд Кабалу           |                      | Независни            | 379.846     | 0,81  |
| Укупна излазност                                          | Укупна излазност     | Укупна излазност     | Укупна излазност     | 44.979.151  | 80,69 |
| Укупни гласови                                            | Укупни гласови       | Укупни гласови       | Укупни гласови       | 319.308.507 | Н/Д   |
| Регистровани гласачи                                      | Регистровани гласачи | Регистровани гласачи | Регистровани гласачи | 55.739.911  | 100   |
| Извор: Изборна комисија као Национални одбор за агитаторе |                      |                      |                      |             |       |

### Представнички дом
Гласач има два гласа у Представничком дому: један глас за представника изабраног у гласачевом конгресном дистрикту (већински изборни систем), те један глас за партију у систему партијских листа (затворена листа) — такозвани секторски представници; секторски представници требало би да чине не више од 20% Представничког дома.
Да би се одредиле победничке партије на изборима за партијске листе, партија мора да пређе изборни цензус од 2% националних гласова; обично, партија с највећим бројем гласова осваја максимално три места, остатак два места. Ако је број места партија које су прешле праг од 2% мањи од 20% укупног броја места, партије које су освојиле мање од 2% гласова добијају једно место свака док се не дође до потребих 20%.
| Партија/коалиција                            | Партија/коалиција                                         | Гласови    | Гласови | Исход | Исход | Исход  | Исход | Исход  | Исход  | Места    | Места | Места      |
| Партија/коалиција                            | Партија/коалиција                                         | Укупно     | %       | Ушли  | Горе  | Добици | Кво   | Губици | Победе | Изабрани | %     | +/−        |
| -------------------------------------------- | --------------------------------------------------------- | ---------- | ------- | ----- | ----- | ------ | ----- | ------ | ------ | -------- | ----- | ---------- |
|                                              | Либерална (Либерална партија)                             | 15.552.401 | 41,72   | 164   | 111   | 15     | 96    | 15     | 4      | 115      | 38,7  | 4          |
|                                              | NPC (Националистичка народна коалиција)                   | 6.350.310  | 17,04   | 77    | 42    | 8      | 33    | 9      | 0      | 42       | 14,1  | Стагнација |
|                                              | NUP (Партија националног јединства)                       | 3.604.266  | 9,67    | 39    | 26    | 1      | 22    | 4      | 0      | 23       | 7,7   | 3          |
|                                              | Националистичка (Националистичка партија)                 | 3.512.975  | 9,42    | 46    | 27    | 3      | 21    | 6      | 0      | 24       | 8,1   | 3          |
|                                              | UNA (Уједињена националистичка алијанса)                  | 2.468.335  | 6,62    | 47    | 8     | 4      | 7     | 1      | 0      | 11       | 3,7   | 3          |
|                                              | PDP—Лабан (Филипинска демократска партија — Снага народа) | 706.407    | 1,90    | 26    | 0     | 3      | 0     | 0      | 0      | 3        | 1,0   | 3          |
|                                              | Лакас (Снага народа — Хришћански муслимански демократи)   | 573.843    | 1,54    | 5     | 7     | 0      | 4     | 3      | 0      | 4        | 1,3   | 3          |
|                                              | Аксјон (Демократска акција)                               | 514.612    | 1,38    | 8     | 1     | 1      | 0     | 1      | 0      | 1        | 0,3   | Стагнација |
|                                              | KBL (Покрет новог друштва)                                | 198.754    | 0,53    | 11    | 0     | 0      | 0     | 0      | 0      | 0        | 0,0   | Стагнација |
|                                              | Асенсо Манилењо (Напредак за Манилце)                     | 184.602    | 0,50    | 4     | 0     | 2      | 0     | 0      | 0      | 2        | 0,7   | 2          |
|                                              | Кусог барјоханон (Сила сељана)                            | 172.601    | 0,46    | 1     | 1     | 0      | 0     | 0      | 0      | 1        | 0,3   | 1          |
|                                              | PTM (Партија гласа маса)                                  | 145.417    | 0,39    | 2     | 1     | 0      | 1     | 0      | 0      | 1        | 0,3   | Стагнација |
|                                              | PCM (Покрет народног шампиона)                            | 142.307    | 0,38    | 1     | 0     | 1      | 0     | 0      | 0      | 1        | 0,3   | 1          |
|                                              | Букиднон паглаум (Нада за Букиднон)                       | 129.678    | 0,35    | 1     | 1     | 0      | 1     | 0      | 0      | 1        | 0,3   | Стагнација |
|                                              | Лингап лугуд (Негујмо љубав)                              | 127.762    | 0,34    | 1     | 0     | 1      | 0     | 0      | 0      | 1        | 0,3   | 1          |
|                                              | Падајон Пилипино (Напред Филипинци)                       | 127.759    | 0,34    | 2     | 0     | 0      | 0     | 0      | 0      | 0        | 0,0   | Стагнација |
|                                              | 1-CEBU (Један Себу)                                       | 114.732    | 0,31    | 3     | 1     | 0      | 0     | 1      | 0      | 0        | 0,0   | Стагнација |
|                                              | LDP (Борба демократских Филипинаца)                       | 111.086    | 0,30    | 2     | 2     | 0      | 2     | 0      | 0      | 2        | 0,7   | Стагнација |
|                                              | ASJ (Напред Санхосеанци)                                  | 83.945     | 0,23    | 1     | 1     | 1      | 0     | 0      | 0      | 1        | 0,3   | 1          |
|                                              | PMP (Сила филипинских маса)                               | 78.020     | 0,21    | 3     | 0     | 0      | 0     | 0      | 0      | 0        | 0,0   | Стагнација |
|                                              | KABAKA (Партнер нације за напредак)                       | 72.130     | 0,19    | 2     | 1     | 0      | 1     | 0      | 0      | 1        | 0,3   | Стагнација |
|                                              | Хугпонг (Партија људи града)                              | 53.186     | 0,14    | 1     | 0     | 0      | 0     | 0      | 0      | 0        | 0,0   | Стагнација |
|                                              | SZP (Партија за напредак Замбалеса)                       | 52.415     | 0,14    | 1     | 0     | 0      | 0     | 0      | 0      | 0        | 0,0   | Стагнација |
|                                              | CDP (Центристичка демократска партија Филипина)           | 13.662     | 0,04    | 1     | 1     | 0      | 0     | 1      | 0      | 0        | 0,0   | Стагнација |
|                                              | PMM (Партија радника и сељака)                            | 7.239      | 0,02    | 5     | 0     | 0      | 0     | 0      | 0      | 0        | 0,0   | Стагнација |
|                                              | PGRP (Филипинска зелена републиканска партија)            | 4.426      | 0,01    | 2     | 0     | 0      | 0     | 0      | 0      | 0        | 0,0   | Стагнација |
|                                              | Независни                                                 | 2.172.562  | 5,83    | 178   | 3     | 3      | 1     | 2      | 0      | 4        | 1,3   | 1          |
| Упражњено                                    | Упражњено                                                 | —          | —       | —     | 3     | 0      | 0     | 3      | —      | 0        | 0,0   | 3          |
| Укупно                                       | Укупно                                                    | 37.275.432 | 100     | 634   | 234   | 45     | 189   | 45     | 4      | 238      | 80,1  | 4          |
| Валидни гласови                              | Валидни гласови                                           | 37.275.432 | 83,97   |       |       |        |       |        |        |          |       |            |
| Невалидни гласови                            | Невалидни гласови                                         | 7.077.692  | 15,94   |       |       |        |       |        |        |          |       |            |
| Излазност                                    | Излазност                                                 | 44.392.375 | 81,66   |       |       |        |       |        |        |          |       |            |
| Регистровани гласачи (без гласова дијаспоре) | Регистровани гласачи (без гласова дијаспоре)              | 54.363.844 | 100     |       |       |        |       |        |        |          |       |            |

## Седиште
Оно што би се могло сматрати јединственим случајем је да се два конгресна дома састају на различитим местима у Метро Манили, седишту владе: Сенат је у згради коју дели са Системом осигурања владине службе (енгл. Government Service Insurance System, GSIS) у Пасају, док Представнички дом има седиште у Комплексу Националне скупштине (фил./таг. , енгл. Batasang Pambansa Complex) у Кезон Ситију.
Црква Барасоаин у Малолосу (Булакан) била је седиште уникамералног конгреса Прве Филипинске републике.
Након што су Американци покорили Прву републику, успостављено је америчко Филипинско законодавство које је заседало у Ајунтамијенту у Интрамуросу (Манила), и то од 1907. до 1926. године када се извршио премештај у Законодавну зграду надомак Интрамуроса. У Законодавној згради, Сенат је користио горње док је Представнички дом користио доње спратове.
Уништен током битке за Манилу (1945), Конгрес Комонвелта је одржавао седнице у Старом Јапанском скулхаусу у Сампалоку (Манила). Конгрес је заседао у школском аудиторијуму, с тим да се Сенат сазивао увече а Представнички дом састајао сваког јутра. Конгрес се у коначници вратио у Законодавну зграду, која је променила име у Конгресна зграда; овако је функионисало од 1949. до 1973. године, када је председник Маркос издао декрет. Маркос је изградио ново седиште уникамералног парламента у Кезон Ситију, које је на крају постало Комплекс Батасанг памбанса. Парламент ће на крају да се преименује у Батасанг памбанса (Национална скупштина), те одржи прву парламентарну седницу у свом Комплексу године 1978.
Након што је Маркос збачен с положаја Револуцијом народне власти, бикамерални Конгрес бива враћен. Представнички дом је наследио Комплекс Батасанг памбанса, док се Сенат вратио у Конгресну зграду. Касније, маја 1997. године, Сенат се преселио у новоизграђену зграду у власништву GSIS на поседу који повраћен од Маниле у Пасају; Конгресна зграда је на крају трансформисана у Национални музеј Филипина (фил./таг. , енгл. National Museum of the Philippines).